# Бийо, Луи
Луи Бийо (фр. Louis Billot; 12 января 1846, Сьерк-ле-Бен, Франция — 18 декабря 1931, Аричча, Италия) — французский кардинал, иезуит. Кардинал-дьякон с 27 ноября 1911, с титулярной диаконией Санта-Мария-ин-Виа-Лата с 30 ноября 1911 по 27 сентября 1927.
Симпатизировал французской монархической организации «Аксьон франсез»; когда её газета подверглась осуждению Ватикана, имел об этом весьма резкую беседу с Папой Пием XI, закончившуюся тем, что Бийо подал Папе заявление о выходе из числа кардиналов (13 сентября 1927 года — единственный такой случай в XX веке). Прошение было удовлетворено спустя восемь дней, 21 сентября, а предано огласке — 19 декабря того же года.
Последние годы провел простым священником в иезуитском новициате в Галлоро вблизи гор. Аричча неподалёку от Рима, где скончался 18 декабря 1931 года. Похоронен в иезуитской часовне (Sacello dei Gesuiti) на римском кладбище Кампо Верано.